# Ali Anouzla
Ali Anouzla, född 1964 i Agadir, Marocko är en marockansk journalist som mest blivit känd för sina artiklar där han riktat hård kritik mot Marockos kung Mohammed VI.